# Müden (Örtze)
Müden (Örtze) ist ein Ortsteil der Gemeinde Faßberg im Südteil der Lüneburger Heide. Das Heidedorf trägt das Prädikat „Staatlich anerkannter Erholungsort“ in Niedersachsen.

## Geografie
Der im Landkreis Celle liegende Ort ist umgeben von ausgedehnten Wald- und Heidegebieten. Die nächsten größeren Städte sind Lüneburg (60 km nördlich), Soltau (30 km westlich), Uelzen (45 km östlich) und Celle (32 km südlich). In Müden fließen die beiden Flüsse Wietze und Örtze zusammen.

## Geschichte

### Ursprünge

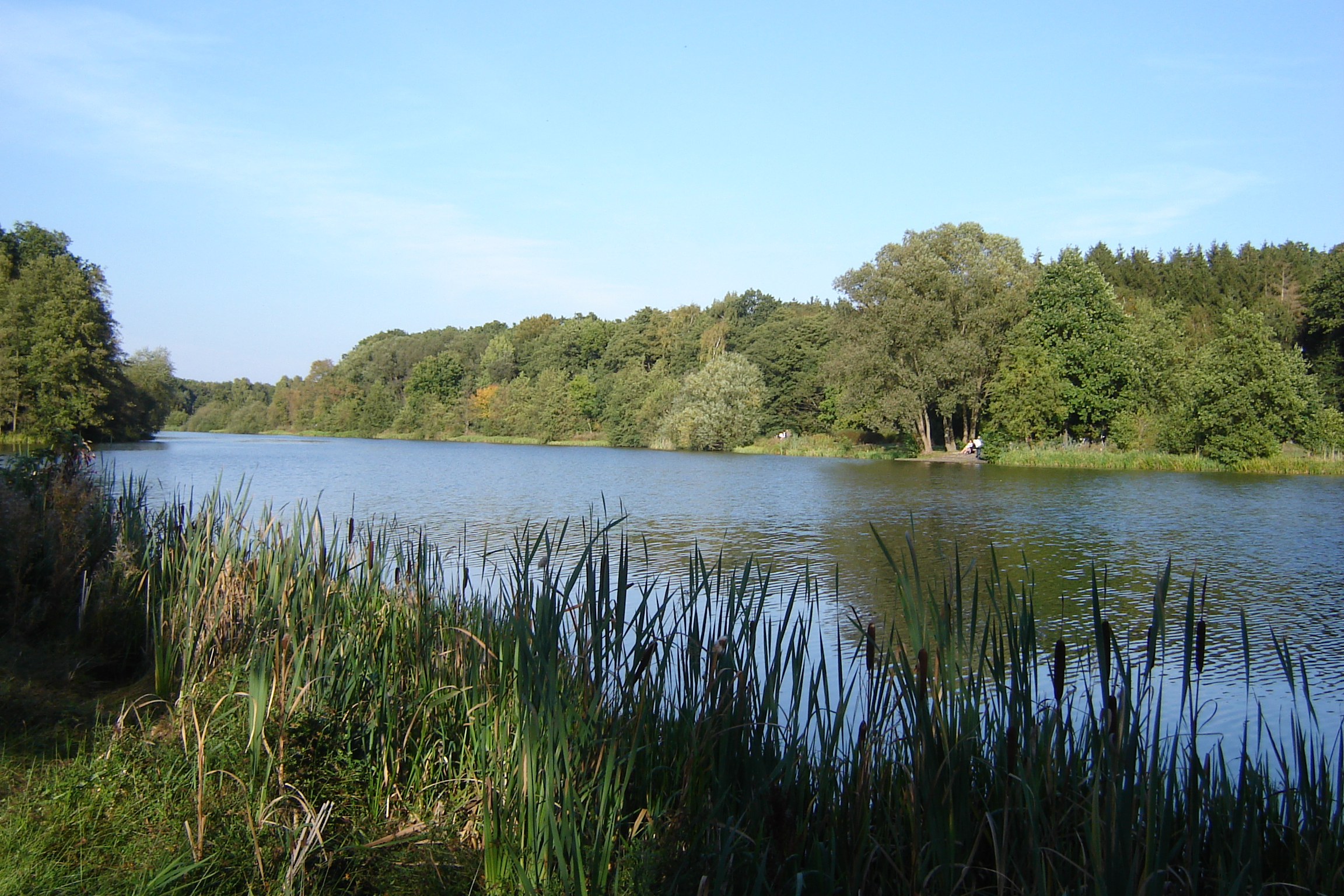
Heidesee, Blick auf das Ostufer

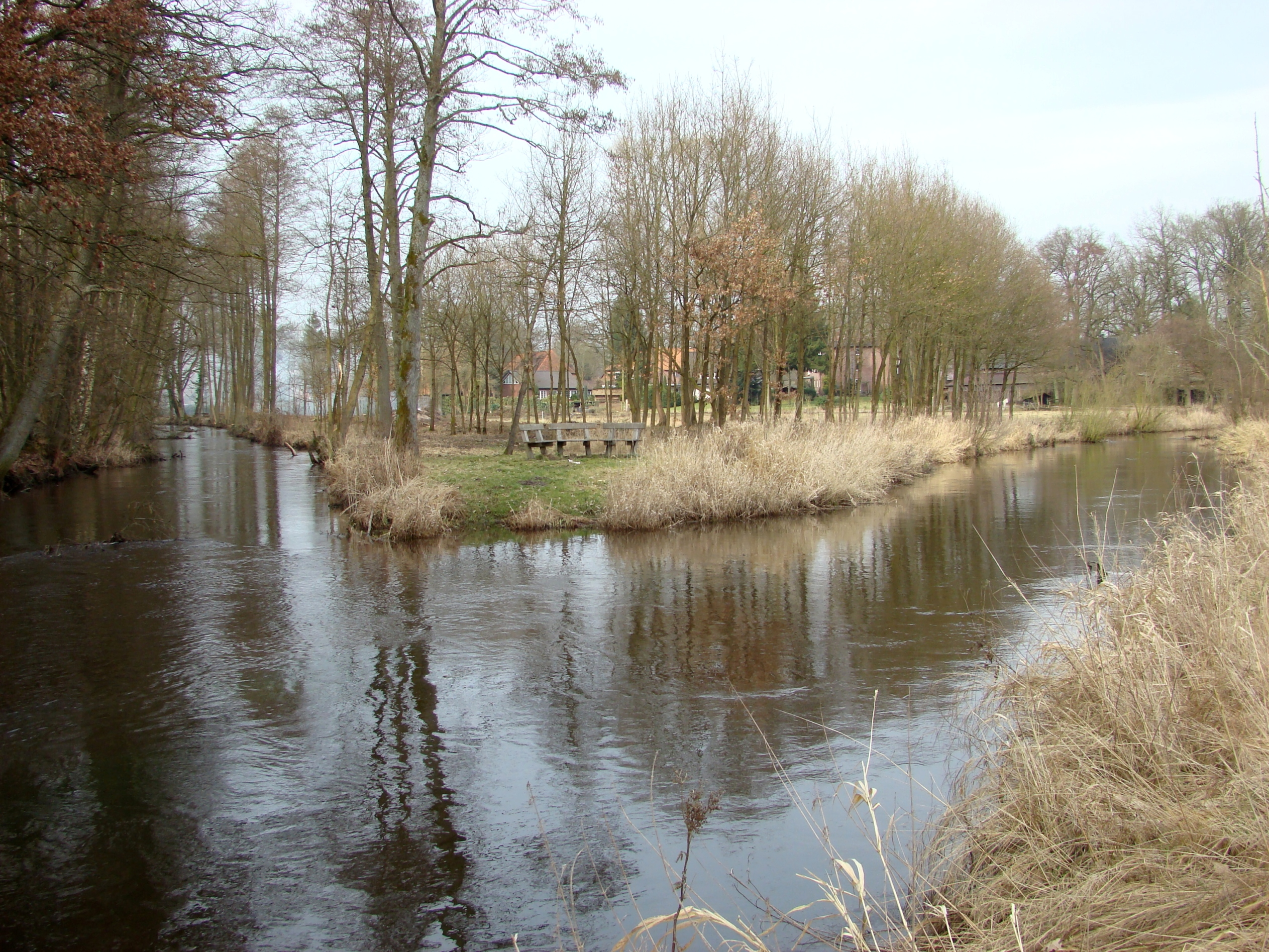
Zusammenfluss von Wietze (links) und Örtze

Am Zusammenfluss von Wietze und Örtze vermutete der Hermannsburger Geistliche und Heimatforscher Ludwig Harms ein Thor-Heiligtum, das nach Angaben des Müdener Heimatforscher Ernst Schütze noch um 800 bestand. Die Christianisierung des Gebietes begann allerdings schon Ende des 8. Jahrhunderts, und laut Harms stand schon 866 eine Holzkirche in Müden. Die Siedlung Müden befand sich im Grenzgebiet des Loingaus, der sich vom unteren Leinegebiet bis zur Sothriet, Rodau und Örtze hinzog, und des nördlich anschließenden Bardengaus. Bis in die Mitte des 15. Jahrhunderts ist die Geschichte Müdens mit dem Nachbarort Hermannsburg verbunden, mit dem es bis 1440 ein gemeinsames Kirchspiel bildete. Bis zu seinem Aussterben herrschte das Geschlecht der Billunger über die Region, die dann an die Welfen überging und bis 1866 dem Hause Hannover unterstand.

### Mittelalter und Neuzeit
Zu Beginn des 11. Jahrhunderts entstanden am Zusammenfluss von Wietze und Örtze die ersten bäuerlichen Hofstellen, wie der Müllerhof, der Martenshof und der Renkenhof, die auch heute noch in anderer Funktion nahe der Kirche vorhanden sind. Müden erhielt erstmals 1185 eine eigene Kapelle, die aber von Hermannsburg betreut wurde. Mit dem Bau der noch heute bestehenden St.-Laurentius-Kirche wurde 1189 begonnen, sie wurde 1217 fertiggestellt. Erst 1444 erfolgten die endgültige Trennung von Hermannsburg und die Einsetzung eines eigenen Kirchherrn.
Die Reformation wurde in Müden im Jahre 1530 auf Anordnung Ernst des Bekenners eingeführt. Die Zahl der Einwohner betrug 119. Über die durch den Dreißigjährigen Krieg verursachten Schäden in Müden ist wenig bekannt. Aus Rechnungsunterlagen der Kirchengemeinde aus den Jahren 1638 bis 1650 lässt sich schließen, dass es zu Zerstörungen und Plünderungen kam, denn es mussten Schäden an der Kirche beseitigt und neues Abendmahlsgerät angeschafft werden. Auch die gesprungene größte Glocke musste neu gegossen werden.
Für das Jahr 1589 gibt es anhand einer Steuerliste, dem so genannten Schatzregister, einen ersten verlässlichen Nachweis über die Müdener Bauernhöfe. Danach gab es zu dieser Zeit sechs Voll- und zwei Halbhöfe, dazu fünf so genannte Kotenhöfe. Die Bewirtschafter besaßen zusammen 483 Schafe, 254 Rinder, 92 Schweine und 24 Pferde. Dazu hatte fast jeder Hof einen oder mehrere Bienenstöcke. Über die bewirtschafteten Flächen sagt die Steuerliste von 1589 noch nichts aus, darüber gibt es erst im Jahre 1770 Angaben. Damals bewirtschafteten zwölf Höfe insgesamt 151 Hektar Land, wobei der Müllerhof mit 22 Hektar den größten Anteil besaß. Die Schafhaltung mit den für die Region typischen Heidschnucken hatte sich in den fast 200 Jahren auf 1.040 Tiere erhöht. Auch in der Folgezeit nahm die Bedeutung der Müdener Landwirtschaft stetig zu.

### 18. und 19. Jahrhundert
Ab Mitte des 18. Jahrhunderts warben die Bauern des Ortes zahlreiche Handwerker wie Böttcher, Schmiede, Zimmerleute und Schuster an, um deren Dienste kostengünstiger als bei auswärtigen Gewerbetreibenden nutzen zu können. Mit der Einführung einer Landreform im Königreich Hannover wurde es den Müdener Bauern möglich, sich ab 1839 von den grundherrlichen Lasten zu befreien. Dazu musste jedoch der 25fache Wert der Jahressteuer als Ablöse aufgebracht werden. Nur dem Müller- und dem Martenshof gelang es, diese Mittel selbst aufzubringen, die übrigen Bauern mussten sich für lange Zeit verschulden. Der Weiterentwicklung des Ortes war dies jedoch nicht abträglich. Die Zahl der Einwohner stieg ständig, waren es 1821 noch 333, lebten 1890 schon 580 Menschen im Ort. 1852 wurde der um die Kirche gelegene Friedhof, auf dem sich bereits bis zu fünf Grabstellen übereinander schichteten, geschlossen und nördlich des Ortes ein neuer Bestattungsplatz angelegt.
1867 gab es in Müden 28 Bauernhöfe, und ihre Zahl erreichte 1936 mit 98 Betrieben den Höhepunkt. Neben der Landwirtschaft wurde auf der Örtze bis 1912 auch Holzflößerei betrieben. Das in den nahe liegenden Wäldern geschlagene Holz wurde an der Bindestelle zu Flößen zusammengestellt und über die Aller bis nach Bremen transportiert. Im letzten Viertel des 19. Jahrhunderts erreichte die Flößerei ihren Höhepunkt mit jährlich fast 2.000 Flößen.

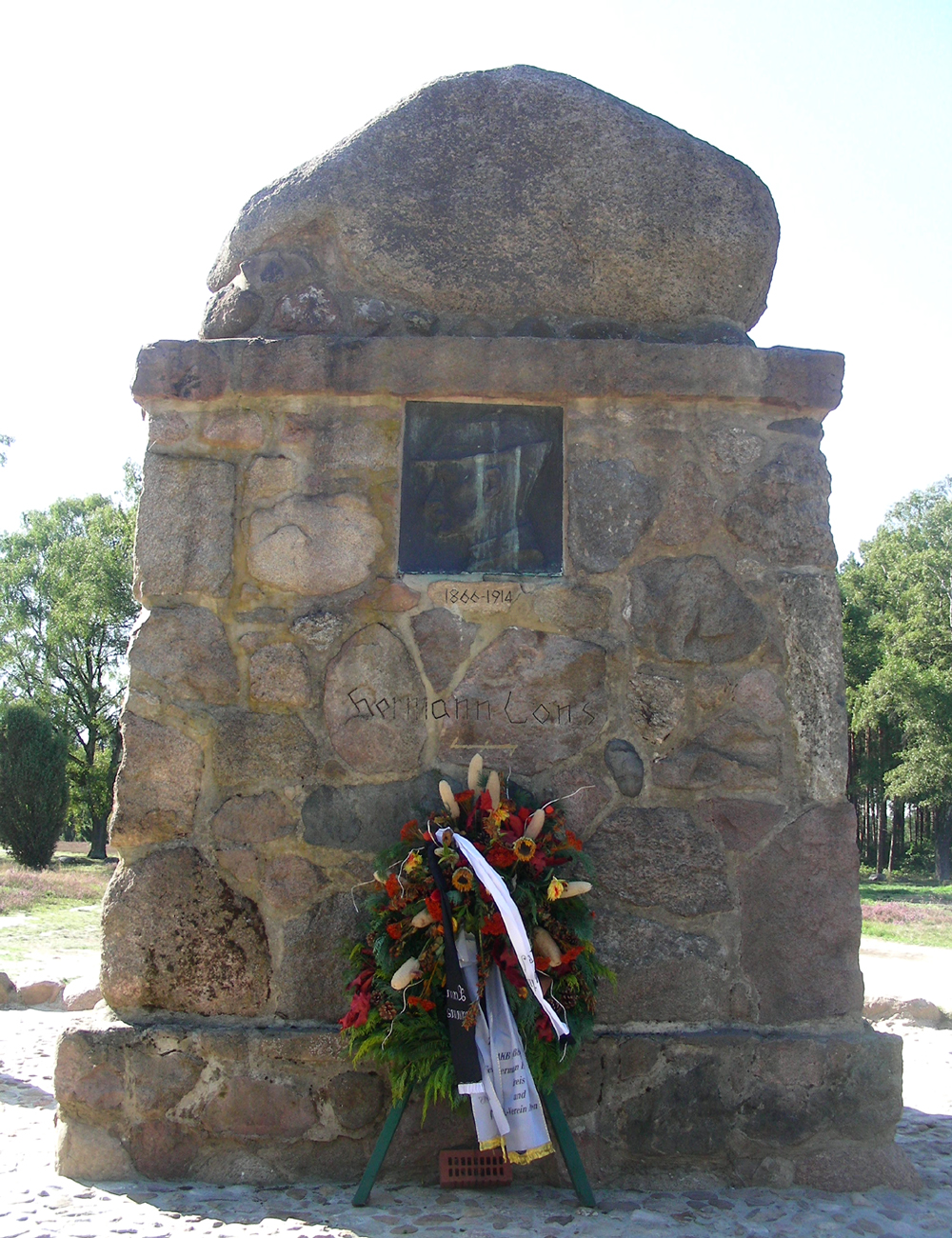
Lönsstein a. d. Wietzer Berg

Nachdem das Königreich Hannover 1866 eine preußische Provinz geworden war, kam Müden mit der 1885 durchgeführten Kreisreform zum Kreis Celle. Zugleich begann ein allmählicher Strukturwandel, weg vom reinen Bauerndorf hin zur Sommerfrische. Gefördert wurde der Fremdenverkehr durch die Schilderungen der Schriftsteller Hermann Löns und Richard Linde, die auch andere Autoren wie Diedrich Speckmann nach Müden lockten. Löns soll in Bezug auf Müden von der „Perle der Südheide“ gesprochen haben. Zu seinem Gedenken wurde auf dem Wietzer Berg (etwa 1600 m südwestlich von Müden) 1921 ein Gedenkstein errichtet.
1889 wurde der „Gasthof zur Post“ eröffnet, der sich in der Folgezeit zu einem stark frequentierten Hotel entwickelte (heute „Posthotel“). Ebenfalls förderlich für den Tourismus war die Eröffnung der Bahnstrecke Beckedorf–Munster mit einem Bahnhof in Müden am 23. April 1910, mit der zugleich der Anschluss nach Hannover hergestellt wurde. 1913 wurde mit der Elektrifizierung des Ortes begonnen.

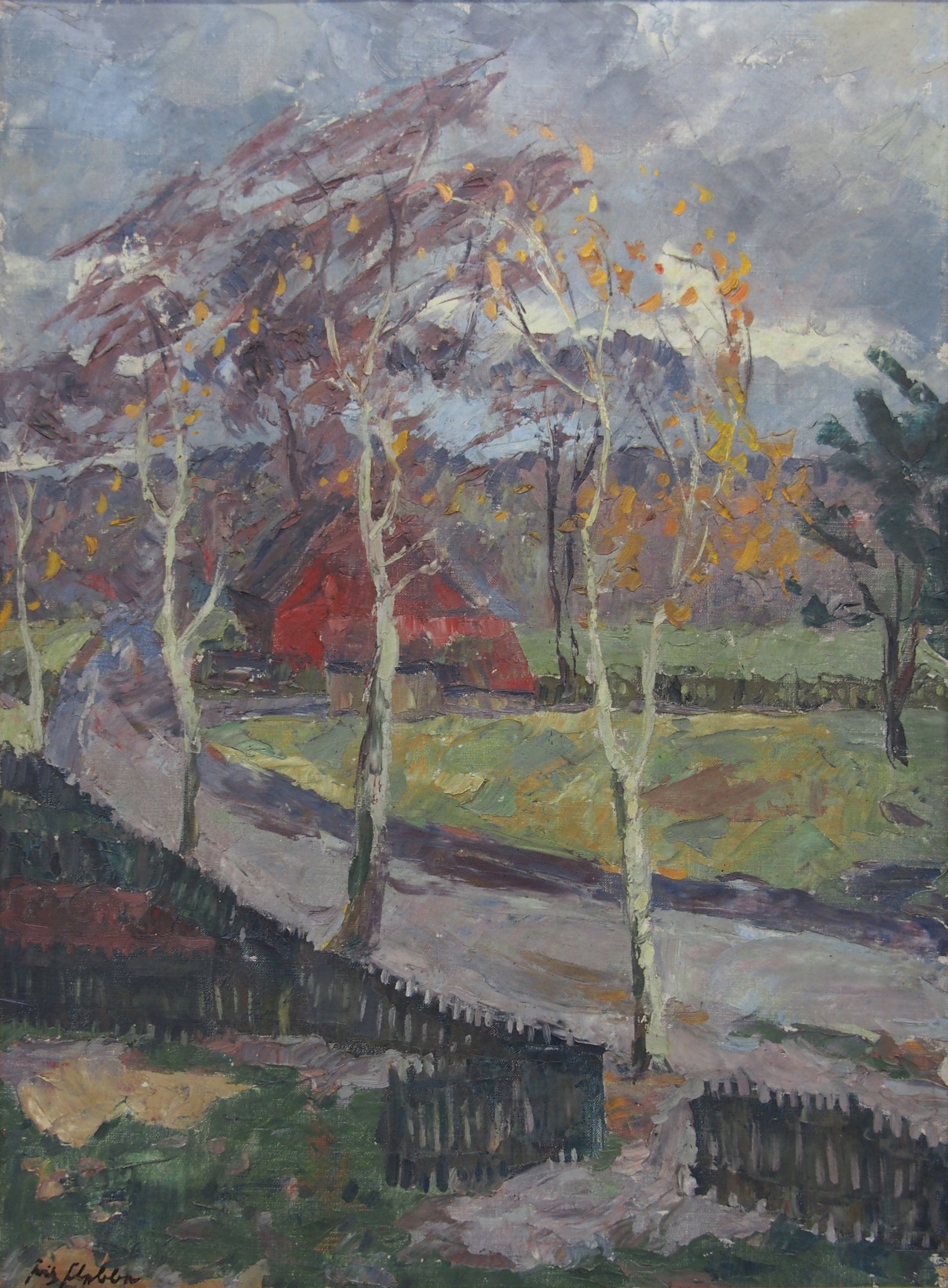
Fritz Flebbe „Der Müdener Weg“ (1927)

### 20. Jahrhundert
Der Erste Weltkrieg hatte für Müden unter anderem die Aufnahme von Flüchtlingen aus Ostpreußen, die Einquartierung des 78. Infanterie-Regiments und die Unterbringung von französischen und belgischen Kriegsgefangenen zur Folge. Am Ende des Krieges waren 22 gefallene Soldaten in Müden zu beklagen. Im Mai 1926 zog der Maler und Grafiker Fritz Flebbe mit Frau und Tochter nach Müden. Er wohnte zunächst im Haus des Dachdeckers Friedrich Stelter. Dessen siebzehnjähriger Sohn Friedrich stand Flebbe Modell zu seinem Werk „Heimkehr des verlorenen Sohnes“ 2. Fassung. Flebbe wechselte 1927 in das Haus von August Cassier (heute Unterlüßer Str. 24). Dort konnte er erstmals in einem geräumigeren Atelier arbeiten.
Fritz Flebbe zu seinem neuen Wohnort Müden:

„Draußen bin ich viel am Zeichnen […]. Ich fresse mich sozusagen in die Gegend ein. Und die ist so schön, so unerschöpflich, auf die Dauer ist es doch meine Landschaft.“

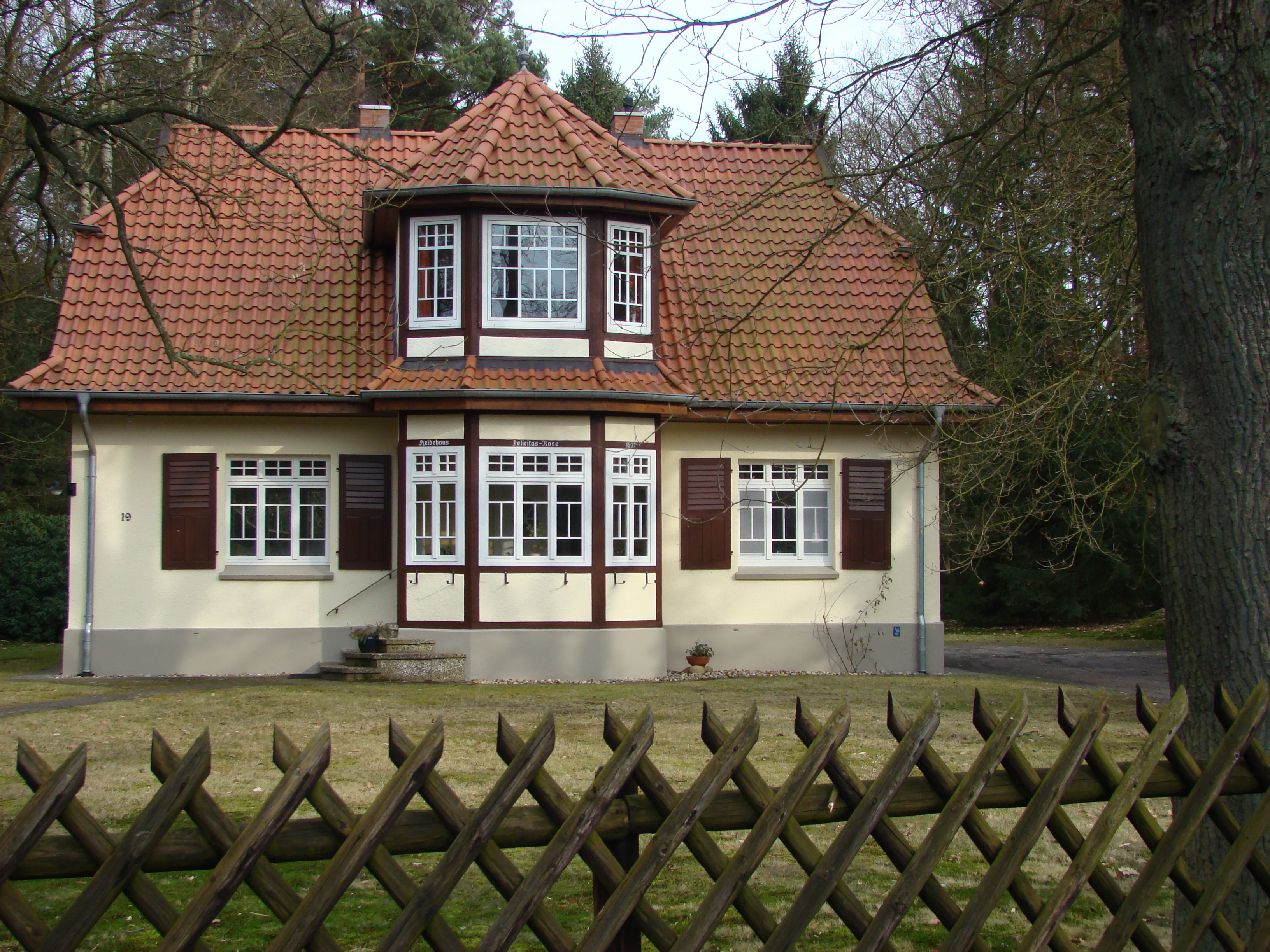
Ehemaliges Wohnhaus der Felicitas Rose „Haus Ginsterbusch“

Mit seinem Umzug begann für Flebbe ein neuer Abschnitt in seinen Werken. Die Farbpalette hellte sich deutlich auf und seine Bilder zeigen Themen des bäuerlichen Lebens. In Müden vollendete er einige seiner Hauptwerke. Im Jahre 1929 erwarb Felicitas Rose in Müden ein Heidehaus, das sie „Haus Ginsterbusch“, nach ihrem Roman „Der hillige Ginsterbusch“ nannte. 1930 wurde Müden ihr Hauptwohnsitz. Felicitas Rose und Fritz Flebbe fanden auch ihre letzte Ruhestätte in Müden. Die Zahl der Einwohner stieg weiter an und erreichte 1928 einen Stand von 822. 1938 wurden bereits 1.162 Einwohner registriert. Bis zum Ausbruch des Zweiten Weltkrieges nahm der Fremdenverkehr weiter an Bedeutung zu. 1931 wurde eine Jugendherberge in Betrieb genommen, deren ursprünglicher Bauhausstil stark umstritten war. Ab 1940 diente die Jugendherberge als Lazarett.
Ab 1944 litt die Müdener Bevölkerung unter häufigem Fliegeralarm, ausgelöst durch britische Bomber, die den benachbarten Faßberger Fliegerhorst angriffen. Am 14. April 1945 rückten britische Truppen gegen die Örtzebrücke vor. Als ein deutsches Kommando die vorgelagerte Wietze-Brücke sprengte, eröffneten die bereits im Ort befindlichen Panzer der Briten das Feuer auf den Ort, in dessen Folge einige Häuser in Brand gerieten. Erst 1949 waren die letzten Schäden beseitigt. Durch die Aufnahme von Heimatvertriebenen aus den ehemaligen deutschen Ostgebieten war die Zahl der Einwohner bis 1946 auf 1746 angestiegen. Ab 1949 wurden für die Neubürger ganze Straßenzüge neu errichtet. 1954 wurde am Westrand des Ortes nochmals ein größerer Friedhof eingerichtet. 1965 stellte die Korn- und Sägemühle ihren Betrieb ein, deren Gebäude 1993 als Touristen- und Kulturzentrum hergerichtet wurden. Um die Attraktivität Müdens zu steigern, wurden 1971 ein Wildpark eingerichtet und 1976 die Örtze teilweise in einen künstlich angelegten See umgeleitet. Es entstand der 6,5 ha große Heidesee, der zum Segeln, Angeln und zu Spaziergängen einlädt. Mit der Konzentration auf den Fremdenverkehr veränderte sich der Charakter des Ortes innerhalb von 60 Jahren vollständig, 1995 gab es im Ort nur noch vier landwirtschaftliche Betriebe. Heute wirbt der Ort mit dem Attribut „Perle der Südheide“ für seine touristischen Angebote.
Am 1. Januar 1973 verlor Müden einen Gebietsteil mit damals etwa 50 Einwohnern an die Nachbargemeinde Hermannsburg. 1973 wurde Müden in die Samtgemeinde Faßberg einbezogen und zum 1. Januar 1977 vollständig in die Einheitsgemeinde Faßberg eingemeindet. Letzter Bürgermeister von Müden war Günther H. Wilmsen, der von 1973 bis 1976 amtierte.

## Politik
Nach der Niedersächsischen Gemeindeordnung sind für Ortschaften (Ortsteile) für die Dauer der Wahlperiode des Gemeinderates Ortsräte zu wählen oder Ortsvorsteher zu bestimmen. Die Gemeinde Faßberg hat in ihrer Hauptsatzung bestimmt, dass für ihre Ortschaften Ortsvorsteher bestimmt werden. Seit 1977 wurden für Müden folgende Ortsvorsteher bestimmt:
- 1977–1989 Günther H. Wilmsen
- 1989–2006 Otto Schaper
- 2006–2023 Volker Nickel

Ortsvorsteherin des Ortsteils Müden ist Rita Euhus.
Partnergemeinden
Partnergemeinden von Müden (Örtze) sind Müden (Aller) und Müden (Mosel). Die Partnerschaft wurde 1993 bei einem Treffen im Moselort besiegelt, 1994 an der Aller und 1995 an der Örtze. Seit dem Jahr 1982 finden Treffen zwischen Vereinen und Einwohnern der drei Müden statt. Legendär sind zwei Sonderzüge, die in den 1980er Jahren mit 500 Teilnehmern von der Aller und der Örtze an die Mosel fuhren.

## Kultur und Sehenswürdigkeiten

### Bauwerke

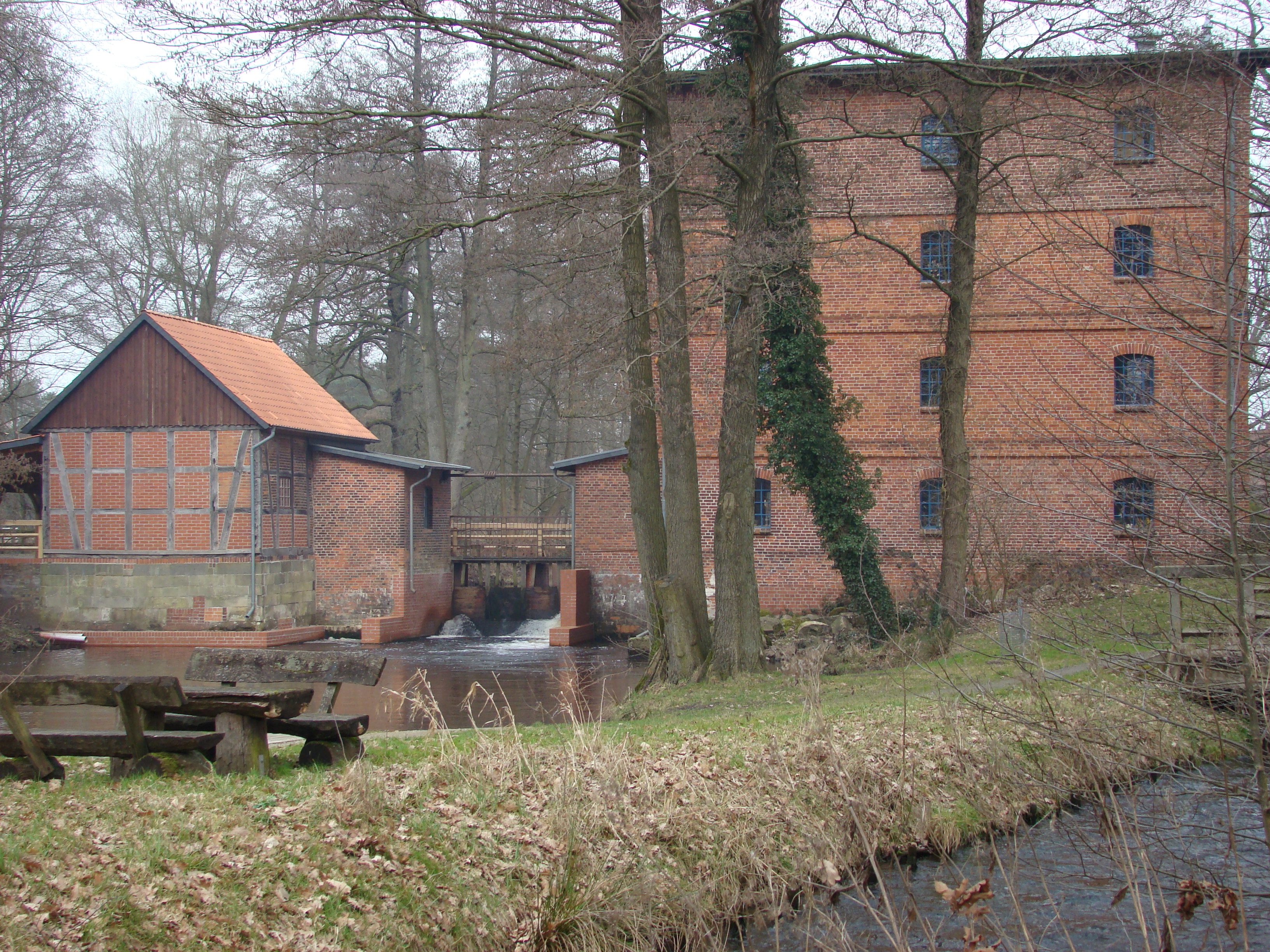
Ehemalige Mühle in Müden, mit Turbinenhaus (links) und Fischweg (vorne)

- Es ist urkundlich nachgewiesen, dass schon 1438 an der Örtze eine Kornmühle stand, die durch Wasserkraft angetrieben wurde. 1465 erhielt der „Ole Müller“, Besitzer des Müllerhofes Müden Nr. 1, vom Herzog Wilhelm I. zu Braunschweig-Lüneburg das hoheitliche Mühlenprivileg. Um 1621 wurde die Getreidemühle um eine, ebenfalls durch ein Wasserrad betriebene, Sägemühle erweitert, die an das jenseitige Ufer der Örtze verlegt wurde, an der noch heute das mehrstöckige Mühlengebäude aus dem Jahre 1913 steht. Beim Bau dieses Mühlengebäudes wurde eine Francis-Schachtturbine mit einer Leistung von 45 PS eingebaut, die die Getreidemühle antrieb. Diese Turbine existiert heute noch, ist aber wegen des hohen Geräuschpegels nicht mehr in Betrieb. Auch die Sägemühle erhielt eine Francisturbine mit einer Leistung von 7 kW.  Die Sägemühle wurde bis in die 1950er Jahre betrieben, die Getreidemühle war noch bis 1965 in Betrieb. Danach diente das alte Mühlengebäude bis 1973 noch als Lagergebäude.

Von 1993 bis 1997 wurde das Gebäude saniert, es beherbergt heute die Touristinformation, eine Bücherei, ein Trauzimmer und Ausstellungsräume.
Von den zwei in einem Nebengebäude installierten Francis-Schachtturbinen ist die kleinere von 7 kW heute wieder in Betrieb und erzeugt über einen Generator pro Tag ca. 100–130 kWh Strom. In erster Linie wird dieser zur Selbstversorgung des Mühlengebäudes genutzt. Der überschüssige Strom wird in das öffentliche Netz eingespeist.
Um die Wehranlage an der Mühle wurde im Sommer 1995 ein Umlaufgerinne geschaffen, das die notwendige ungestörte Wanderung von Kleintieren und Fischen in die oberhalb liegenden Gewässerstrecken wieder ermöglicht.
- In der Dorfmitte steht auf einer kleinen Anhöhe die St. Laurentius-Kirche, die, für die Heidegegend typisch, über einen freistehenden hölzernen Glockenturm verfügt.

### Baudenkmäler
- Liste der Baudenkmale in Müden (Örtze)

### Grünflächen und Naherholung
- Der Wietzer Berg, ein 102 m über NN hoher Berg, liegt südwestlich von Müden und ist ein beliebtes Ausflugsziel im Naturpark Südheide.
- Mit dem Wildpark Müden verfügt der Ort seit 1971 über einen ca. 10 ha großen Tierpark, der sich sehr gut als Naherholungsgebiet eignet.

### Sport
Im MTV Müden/Örtze von 1913 e. V. werden die Sportarten Gesundheitssport, Sportabzeichen, Triathlon, Handball, Ausdauersport, Radsport, Turnen, Freizeitsport und Schwimmen betrieben. Der Verein zählt rund 1000 Mitglieder.

### Regelmäßige Veranstaltungen

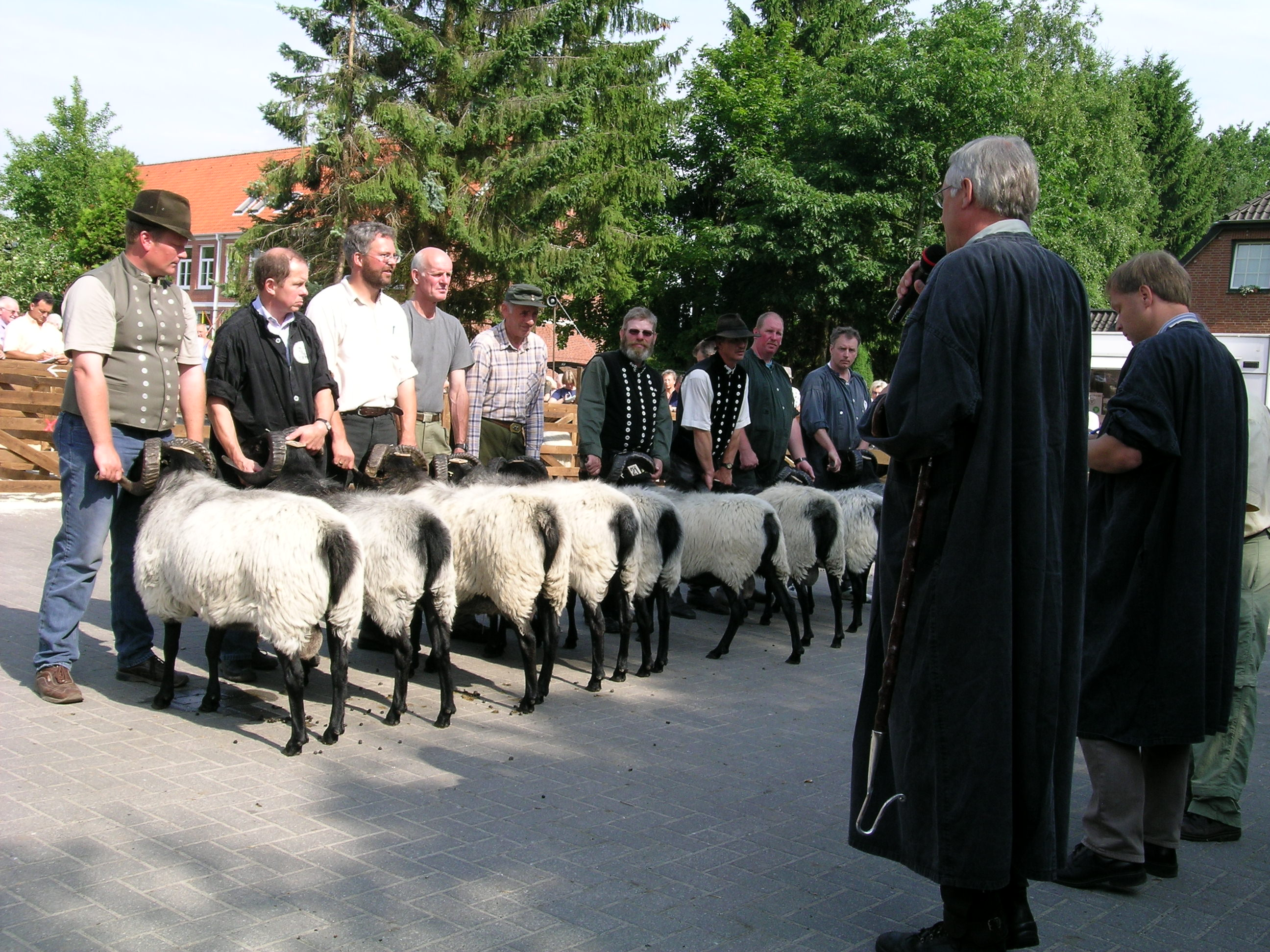
Heidschnuckenbockauktion
Jedes Jahr, immer am zweiten Donnerstag im Juli, findet die „Heidschnuckenbockauktion“ statt. Hier präsentieren sich leistungsgeprüfte Jungböcke den Züchtern und Zuschauern. Die besten Tiere werden prämiert. Bei der anschließenden Auktion können die Heidschnucken-Böcke ersteigert werden.
St. Laurentius Markt
Der St. Laurentius Markt in Müden (auch „Müdener Markt“) findet am Mittwoch und Donnerstag nach dem 10. August statt. Im Jahr 2017 feierte der „Müdener Markt“ sein 800. Bestehen. Der Ausgangspunkt des Laurentius-Marktes ist das Kirchweihfest, das anlässlich der Begründung der Laurentiuskirche am 10. August 1217 entstand. Nach altem Brauch beginnt der Markt nachmittags um 14.00 Uhr mit der Eröffnung durch den amtierenden Bürgermeister. Den Abschluss des „Müdener Marktes“ bildet ein Feuerwerk über dem Heidesee.
Mühlenfest
Am zweiten Sonntag im September findet am ehemaligen Mühlengebäude das Mühlenfest statt.

### Naturdenkmal

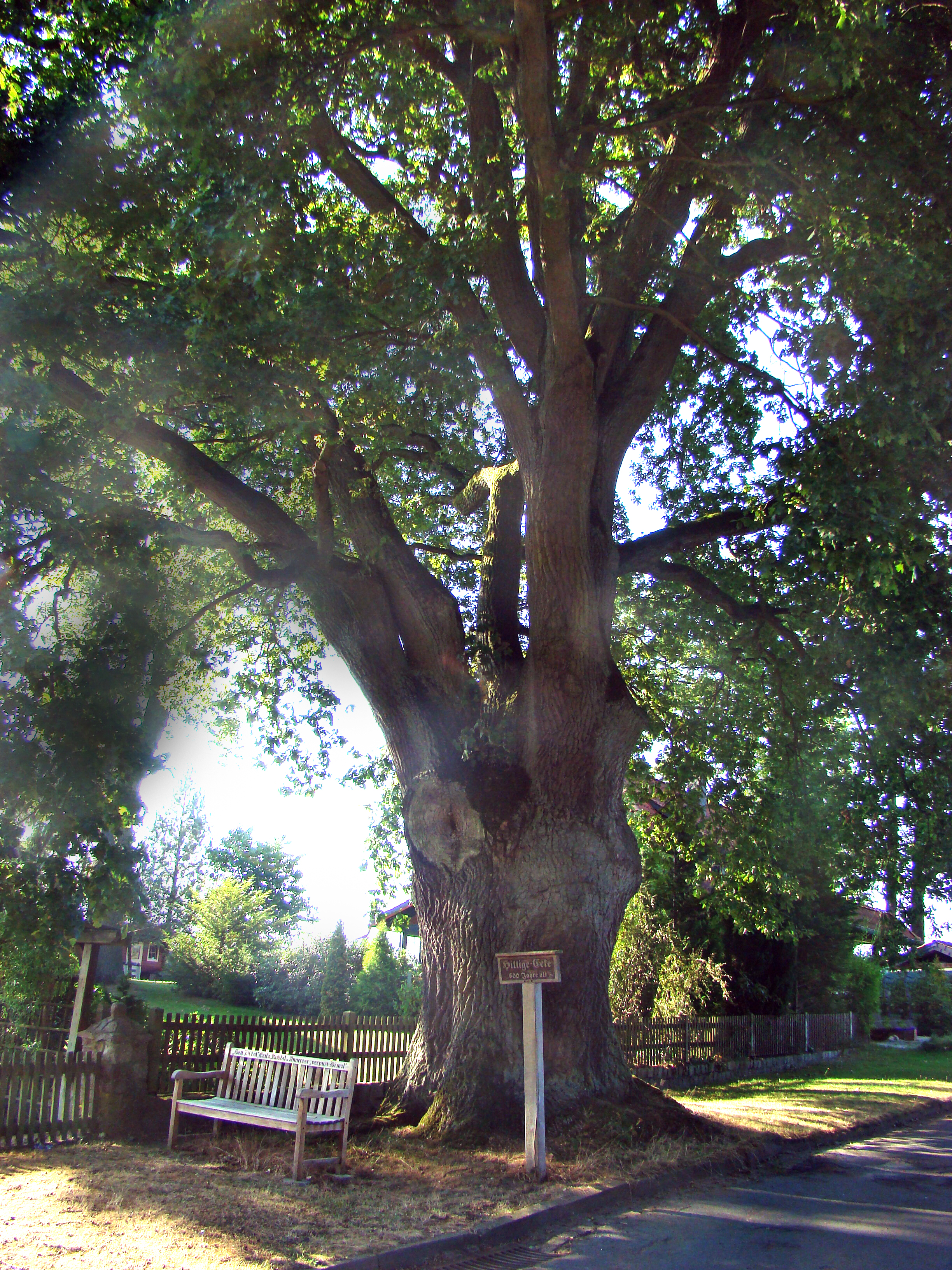
Die „Hillige Eeke“, eine über 600 Jahre alte Eiche bei Müden/Örtze

- Im Norden des Ortes steht ein Naturdenkmal, eine über 600 Jahre alte Eiche, die Hillige Eeke (Heilige Eiche), mit einem Brusthöhenumfang von 6,20 m (2016), wahrscheinlich früher ein Gerichtsbaum.[5]

## Persönlichkeiten
- Theodor Harms (1819–1885), Theologe
- Felicitas Rose (* 31. Juli 1862 in Arnsberg; † 18. Juni 1938 in Berlin, begraben in Müden (Örtze), eigentlicher Name Felicitas Rose Moersberger, geb. Schliewen), Schriftstellerin
- Gustav Adolf Küppers (* 21. Mai 1894 in Krefeld; † 30. Juni 1978 in Müden, Örtze), Agrarwissenschafter
- Fritz Flebbe (* 4. August 1893 in Harburg; † 27. Mai 1929 in Müden), Maler und Grafiker
- Harald Küppers (* 13. Mai 1928 in Müden; † 31. Januar 2021 in Langen), Forscher